# Piotr Kobza
Piotr Kobza (* 28. Mai 1989) ist ein ehemaliger polnischer Naturbahnrodler. Er nahm während zweier Saisonen an jeweils drei Weltcuprennen im Einsitzer und im Doppelsitzer teil und startete bei der Europameisterschaft 2006. Gemeinsam mit Adam Jędrzejko wurde er dreimal Polnischer Vizemeister im Doppelsitzer.

## Karriere
Piotr Kobza nahm in den Saisonen 2004/2005 und 2005/2006 an internationalen Wettkämpfen teil und startete bis 2007 noch bei nationalen Meisterschaften. Er bestritt am Ende der Saison 2004/2005 beim Finale in Olang seine ersten Weltcuprennen und erzielte dabei den 30. Platz im Einsitzer und zusammen mit dem zwei Jahre älteren Adam Jędrzejko den neunten Platz im Doppelsitzer. Eine Woche später nahm er an der Junioreneuropameisterschaft 2005 in Kandalakscha teil, wo er 24. im Einsitzer und mit Jędrzejko Sechster im Doppelsitzer wurde. 
In der Saison 2005/2006 bestritt Kobza jeweils zwei Weltcuprennen im Einsitzer und im Doppelsitzer, wieder mit Adam Jędrzejko. Im Einsitzer erreichte er mit Platz 24 in Olang und Rang 22 in Oberperfuss Platzierungen im Mittelfeld, im Doppelsitzer kam er mit Rang zwölf in Olang und Platz sieben beim Finale in Oberperfuss aber nur unter die letzten drei. Damit belegte er im Einsitzer-Gesamtweltcup Platz 36 von insgesamt 57 Rodlern, die in diesem Winter Weltcuppunkte gewannen, und im Doppelsitzer-Gesamtweltcup Rang elf von 16 Doppelsitzerpaaren. Kobza nahm auch an der Europameisterschaft 2006 in Umhausen teil, wo er 35. im Einsitzer und Elfter im Doppelsitzer wurde. Bei der Juniorenweltmeisterschaft 2006 in Garmisch-Partenkirchen erzielte er Platz 27 im Einsitzer und Rang fünf im Doppelsitzer.
Bei den Polnischen Meisterschaften erreichte Piotr Kobza mit Adam Jędrzejko nach einem dritten Platz im Jahr 2004 von 2005 bis 2007 dreimal hintereinander den zweiten Platz im Doppelsitzer, jeweils hinter Andrzej Laszczak und Damian Waniczek. Im Einsitzer kam er nie unter die besten drei.

## Sportliche Erfolge
(Doppelsitzer mit Adam Jędrzejko)

### Europameisterschaften
- Umhausen 2006: 35. Einsitzer, 11. Doppelsitzer

### Juniorenweltmeisterschaften
- Garmisch-Partenkirchen 2006: 27. Einsitzer, 5. Doppelsitzer

### Junioreneuropameisterschaften
- Kandalakscha 2005: 24. Einsitzer, 6. Doppelsitzer

### Weltcup
- 2 Top-25-Ergebnisse in Einsitzer-Weltcuprennen
- 2 Top-10-Ergebnisse in Doppelsitzer-Weltcuprennen

### Polnische Meisterschaften
- Polnischer Vizemeister im Doppelsitzer 2005, 2006 und 2007